# Mariakapel (Merselo, Haag)
De Mariakapel is een gevelkapel in Merselo in de Nederlands Noord-Limburgse gemeente Venray. De kapel bevindt zich ten zuidwesten van het dorp aan de straatzijde in een gevel van de boerderij op Haag 34 nabij de plaats waar de straat Weverslo op deze straat uitkomt. Op ongeveer 600 meter naar het noordoosten staat de Mariakapel op de hoek van de straten Haag en Schaapskuil en aan de westkant van het dorp bevindt zich een tweede gevelkapel, de Sint-Odakapel.
De kapel is gewijd aan Maria.

## Geschiedenis
Onduidelijk is wanneer de kapel werd gebouwd.
In 1984 werd de kapel gerestaureerd.

## Bouwwerk
In de bakstenen gevel van een schuur is een witte nis aangebracht. Rond deze nis is een witte plaat aangebracht met de vorm lijkend op een toren of een kroon, met aan de bovenzijde drie witte kruisen. Voor de nis is zwart traliewerk geplaatst.
Van binnen is de nis wit geschilderd met in de nis een beeldje van de heilige Maria. Het polychrome beeldje toont Maria met voor haar op haar armen het kindje Jezus. In de nis zijn tevens twee donderballen opgehangen die dienen als afweer tegen onweer.